# Louisa Johnson
Louisa Johnson (Londres, 11 de janeiro de 1998) é uma cantora e compositora britânica. Ficou conhecida após vencer a décima segunda edição do The X Factor com apenas dezessete anos de idade, se tornando a pessoa mais jovem a vencer o programa.

## Biografia
Louisa nasceu em Essex, em 11 de janeiro de 1998, seus pais se chamam Dave Johnson e Lisa Hawkyard. Ela também tem dois irmãos chamados Fynn e Daizie. Ela foi criada em Thurrock. Em 2014, ela fez uma audição para Britain's Got Talent mas não obteve sucesso pois era jovem demais e não estava preparada. Ela tornou-se a mais nova vencedora de sempre do The X Factor depois de Joe McElderry que tinha 18 anos na temporada em que participou.

## Carreira

### 2015:The X Factor
Em 2015, Johnson fez o teste para a décima segunda série do The X Factor, cantando "Who's Lovin 'You". Ela escolheu esse disco porque "é uma música muito difícil de cantar, mas eu queria causar uma boa impressão". Ela recebeu uma ovação de pé de todos os quatro juízes e do público depois e progrediu até o "bootcamp". No primeiro desafio em "bootcamp", ela cantou "Proud Mary" com 4º Impact (anteriormente conhecido como 4º Power), Sherilyn Hamilton-Shaw, Neneth Lyons, Jasmine Leigh Morris e Andre Batchelor, e foi enviado para o próximo desafio. Ela cantou "Lay Me Down" no segundo desafio e passou para o desafio de seis cadeiras.
Johnson competiu na categoria "meninas" em "bootcamp" e foi orientado, por decisão do público, por Rita Ora. Ela conseguiu superar o desafio de seis cadeiras para "casas de juízes", cantando "And I Am Telling You I'm Not Going", na versão de Jennifer Hudson; quando Johnson chegou, todas as seis cadeiras estavam cheias e Ora descreveu a atmosfera como "como um zoológico". Nas casas dos juízes, ela cantou "Respect" de Aretha Franklin na frente de Ora e do músico norte-americano Meghan Trainor em Los Angeles; este desempenho ganhou atenção da mídia, como o seu televisor viu Johnson vestindo dois pares separados de sapatos, com alguns espectadores inferindo algum tipo de falsificação. Duas semanas depois que a performance foi gravada, ela foi escolhida por Ora para os shows ao vivo, juntamente com Lauren Murray e Kiera Weathers; Monica Michael daquela categoria mais tarde retornou como uma entrada curinga.
Após as eliminações de Weathers, Michael e Murray na segunda, terceira e sexta semanas, respectivamente, Johnson chegou à final junto com Reggie 'n' Bollie e Ché Chesterman, tornando-se a finalista feminina na competição. Em 12 de dezembro, ela fez um dueto com sua mentora, Ora. Na noite seguinte, ela cantou o single do vencedor, um cover de "Forever Young", de Bob Dylan. Em 13 de dezembro de 2015, ela ganhou o The X Factor, tornando-se a primeira vencedora na categoria Girls desde Alexandra Burke em 2008, e também a mais jovem vencedora, superando Joe McElderry, que tinha 18 anos quando venceu em 2009.
Depois de vencer o The X Factor, Johnson lançou "Forever Young". No dia seguinte à sua vitória, ela ligou o single do programa de rádio do juiz X Grim, Nick Grimshaw, Good Morning Britain, Lorraine e This Morning, consecutivamente. Sua versão da música entrou no UK Singles Chart em 18 de dezembro de 2015, no número 9, e se tornou a mais baixa posição na entrada de um single de estréia de um vencedor do X Factor. Isso pode ser atribuído, em parte, ao movimento do dia do gráfico do domingo, quando ela foi anunciada como vencedora, até sexta-feira, resultando em seu single recebendo apenas quatro dias de vendas. O single caiu para o número doze na semana seguinte, tornando-se a música mais baixa do vencedor do X Factor na tabela do dia de Natal. No geral, o single é o single de menor vencedor do X Factor, já que todos os outros vencedores conseguiram chegar ao topo do ranking ou pelo menos alcançar os cinco primeiros. Em 18 de dezembro de 2015, Johnson apresentou "Forever Young" na transmissão Text Santa 2015.
Louisa anunciou em julho de 2018 que ela não estaria mais trabalhando com a Syco, gravadora de Simon Cowell.
Em nota, Johnson afirma que foi uma decisão mútua e que "não há sentimentos ruins em nenhum dos lados". A cantora afirma já ter um contrato novo com uma gravadora da família Sony Music, a Ministry Of Sound, e anunciou que lançará um single pela mesma em agosto.
A gravadora nova de Louisa inclui pessoas como Sigala, One Bit e Marshmello.

### 2016–presente Álbum de estreia
Havia indícios de que, ao contrário da maioria dos outros vencedores do The X Factor, seu primeiro álbum de estúdio seria lançado o mais rápido possível, talvez em fevereiro de 2016, e incluiria seu primeiro single "Forever Young". No entanto, a cantora declarou mais tarde: "Se eu não gostar, não vai sair. As pessoas vão me conhecer através desse álbum - então ele precisa ser perfeito". Ela também revelou uma música chamada "Ruin It with a Kiss", que será lançada em seu álbum de estréia.
Em junho de 2016, Johnson lançou um single com a banda britânica Clean Bandit chamada "Tears". A canção foi um sucesso comercial, alcançando os cinco primeiros lugares na Escócia e no Reino Unido, e mapeando em muitos outros países europeus. Também foi certificado platina pela British Phonographic Industry (BPI). Em junho, Johnson cantou "Tears" e uma nova versão da música "Over and Over Again" com Nathan Sykes no Summertime Ball.
Ela lançou seu segundo single solo, "So Good", em outubro de 2016. Atingiu o número 13 no Reino Unido e recebeu uma certificação de ouro do BPI. Seu terceiro single, "Best Behavior", foi lançado em março de 2017, ficando em 48º lugar no Reino Unido, com uma certificação BPI prata. Em março de 2018 ela lançou seu quarto single, "Yes", uma colaboração com o rapper americano 2 Chainz, que alcançou o número 65 no Reino Unido. Louisa anunciou em julho de 2018 que ela não estaria mais trabalhando com a Syco, gravadora de Simon Cowell.
Em nota, Johnson afirma que foi uma decisão mútua e que "não há sentimentos ruins em nenhum dos lados". A cantora afirma já ter um contrato novo com uma gravadora da família Sony Music, a Ministry Of Sound, e anunciou que lançará um single pela mesma em agosto.
A gravadora nova de Louisa inclui pessoas como Sigala, One Bit e Marshmello.

## Discografia

### Singles

#### Como artista principal
| Título                           | Ano  | Posições nas paradas | Posições nas paradas | Posições nas paradas | Certificações | Álbum  |
| Título                           | Ano  | UK                   | IRE                  | SCO                  | Certificações | Álbum  |
| -------------------------------- | ---- | -------------------- | -------------------- | -------------------- | ------------- | ------ |
| "Forever Young"                  | 2015 | 9                    | 5                    | 2                    |               | ASA    |
| "So Good"                        | 2016 | 13                   | 37                   | 8                    | - BPI: Gold   | ASA    |
| "Best Behaviour"                 | 2017 | 48                   | 71                   | 22                   | - BPI: Prata  | ASA    |
| "Unpredictable" (with Olly Murs) | 2017 | 32                   | 65                   | 20                   | - BPI: Prata  | 24 Hrs |
| "Yes" (featuring 2 Chainz)       | 2018 | 65                   | —                    | 27                   |               | ASA    |

#### Como artista convidada
| Título                                                                           | Ano  | Posições nas paradas | Posições nas paradas | Posições nas paradas | Posições nas paradas | Posições nas paradas | Posições nas paradas | Posições nas paradas | Posições nas paradas | Posições nas paradas | Certificações                            | Álbum |
| Título                                                                           | Ano  | UK                   | BEL (FL)             | GER                  | IRE                  | NLD                  | NZ                   | SCO                  | SWE                  | US Dance             | Certificações                            | Álbum |
| -------------------------------------------------------------------------------- | ---- | -------------------- | -------------------- | -------------------- | -------------------- | -------------------- | -------------------- | -------------------- | -------------------- | -------------------- | ---------------------------------------- | ----- |
| "Tears" (Clean Bandit featuring Louisa Johnson)                                  | 2016 | 5                    | —                    | 95                   | 21                   | 36                   | —                    | 3                    | 45                   | 17                   | - BPI: Platina - FIMI: Ouro - IRMA: Ouro | ASA   |
| "Weak (Stay Strong Mix)" (AJR featuring Louisa Johnson)                          | 2017 | —                    | —                    | —                    | —                    | —                    | —                    | —                    | —                    | —                    |                                          |       |
| "Bridge over Troubled Water" (as part of Artists for Grenfell)                   | 2017 | 1                    | 26                   | —                    | 25                   | —                    | —                    | 1                    | —                    | —                    | - BPI: Prata                             |       |
| "—" notas de músicas que não entraram ou que falharam a entrar em outros charts. |      |                      |                      |                      |                      |                      |                      |                      |                      |                      |                                          |       |